# Атлантична Луара
Атлантична Луара (брет. Liger-Atlantel) — департамент на заході Франції, один з департаментів регіону Пеї-де-ла-Луар. Порядковий номер 44.
Адміністративний центр — Нант. Населення 1,134 млн осіб (13-е місце серед департаментів, дані 1999 р.).

## Географія
Площа території 6815 км². Через департамент протікають річки Ердр, Шезін, Севр, Луара. Департамент складається з чотирьох округів, 59 кантонів і 221 комуни.

## Галерея

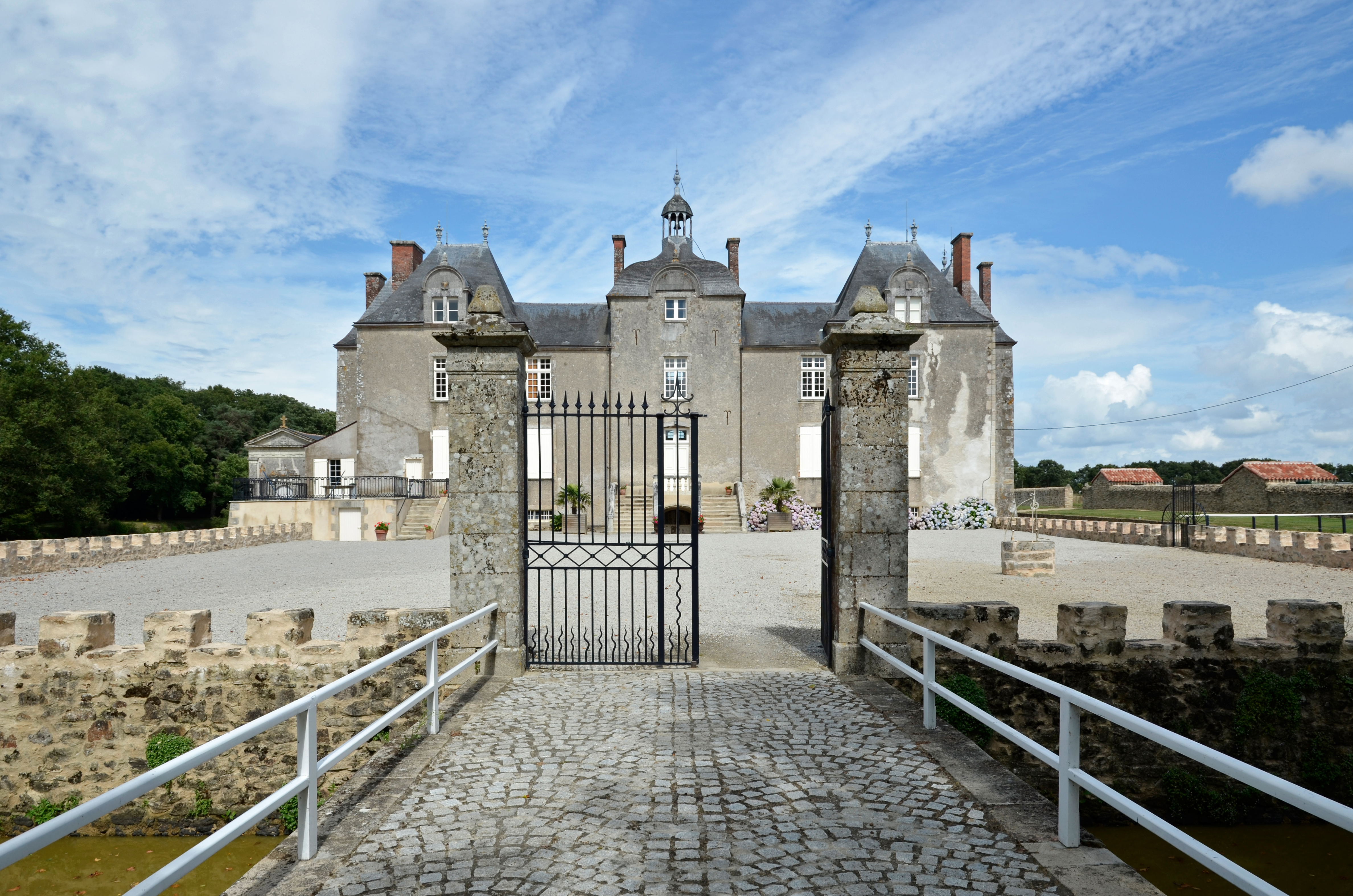
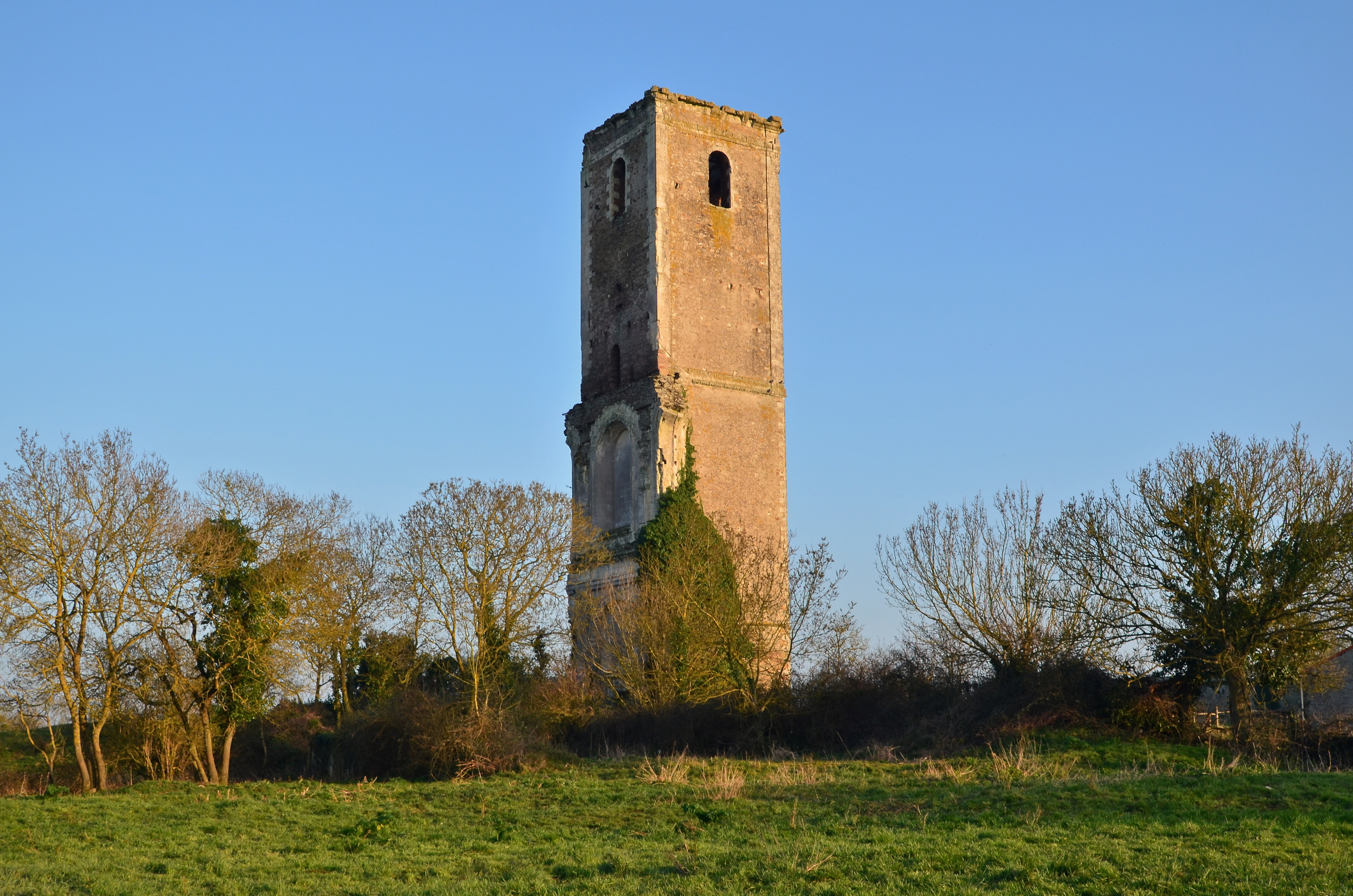
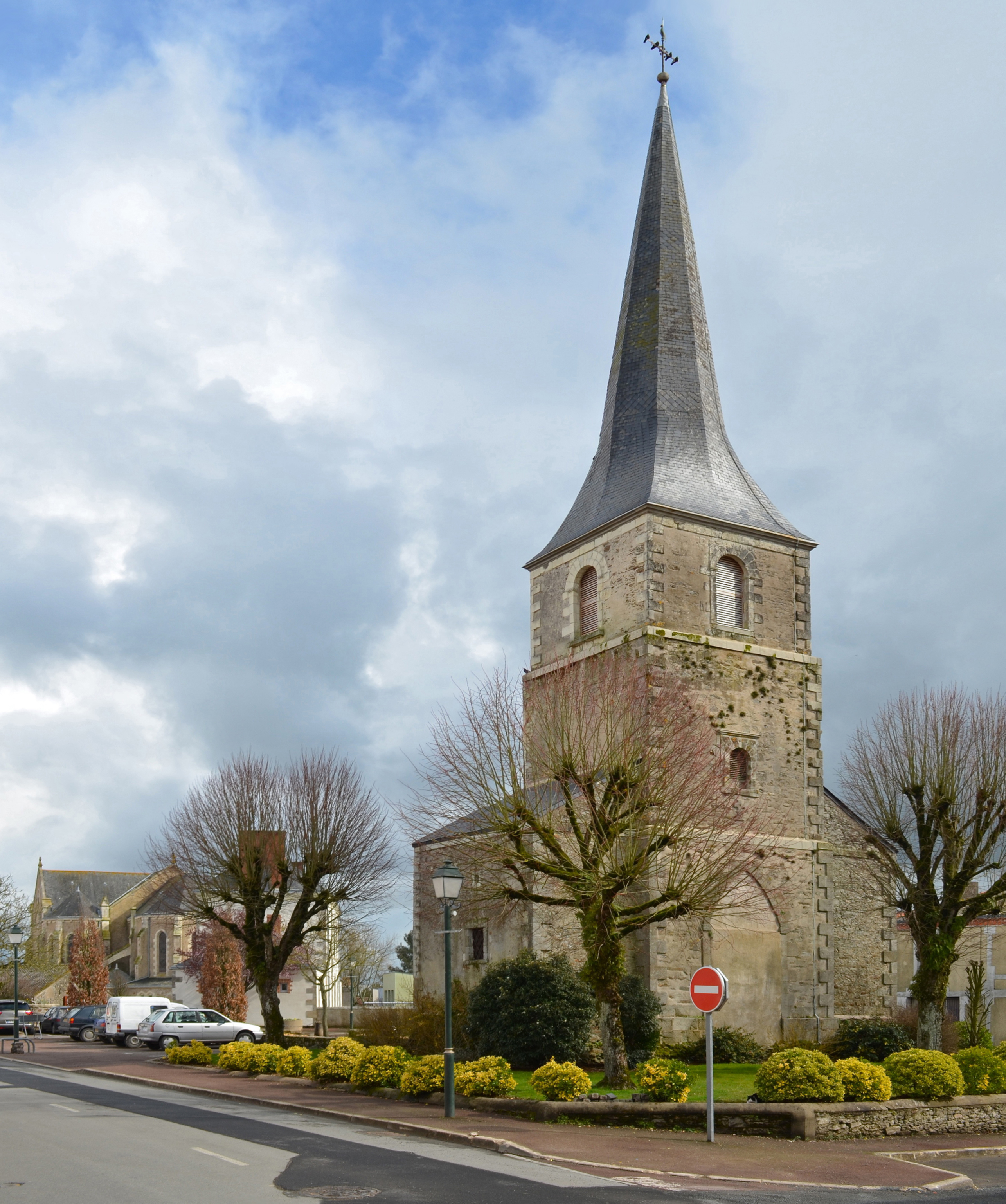
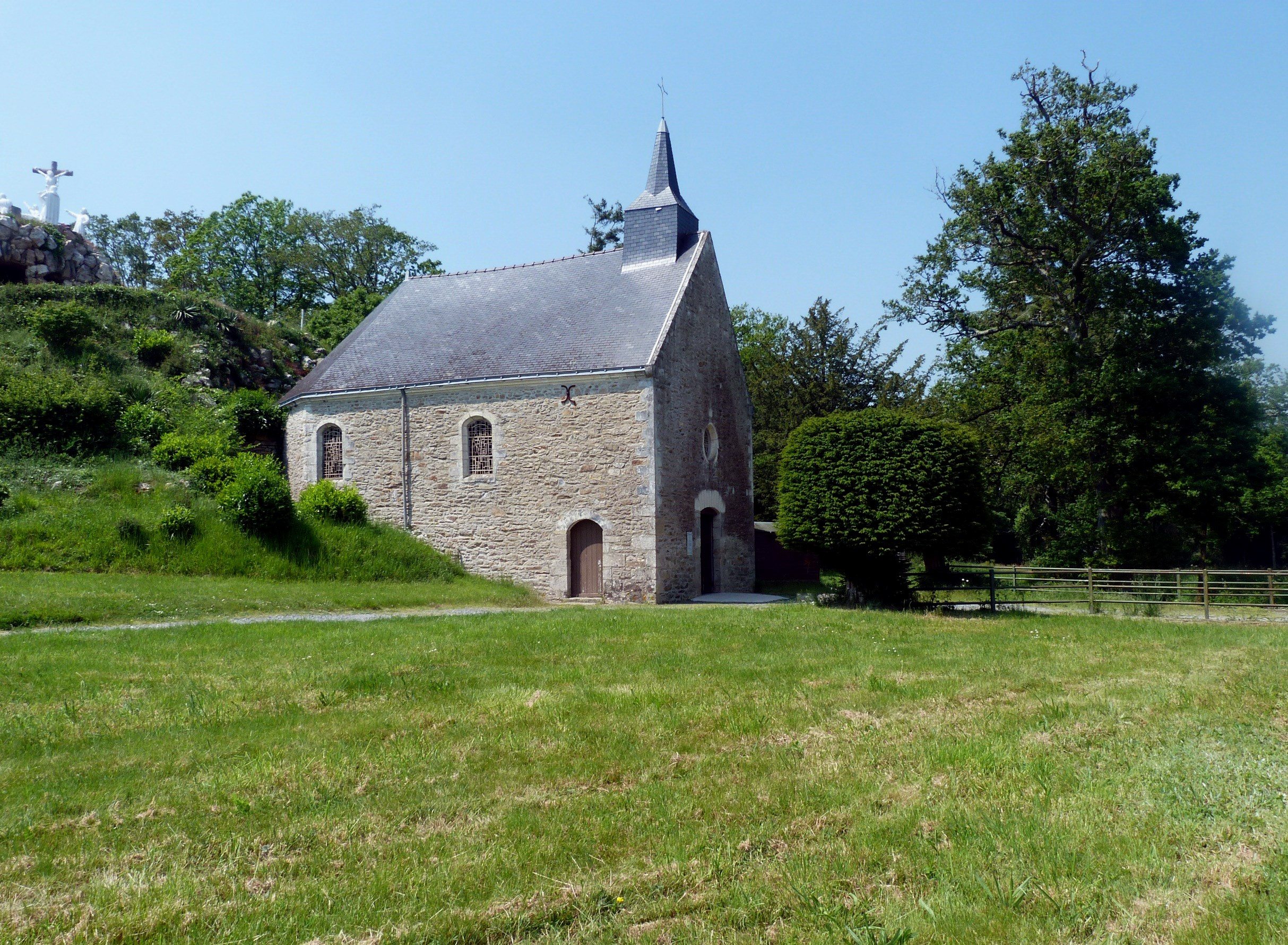
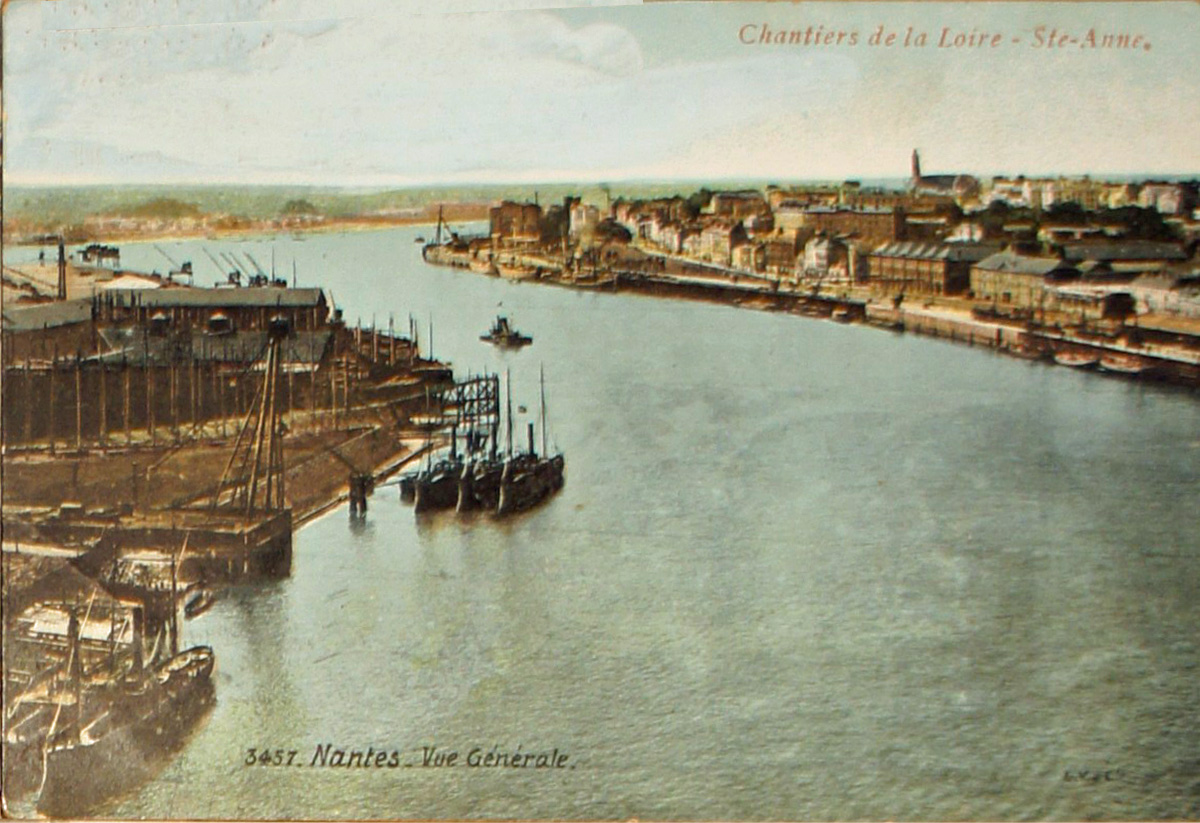
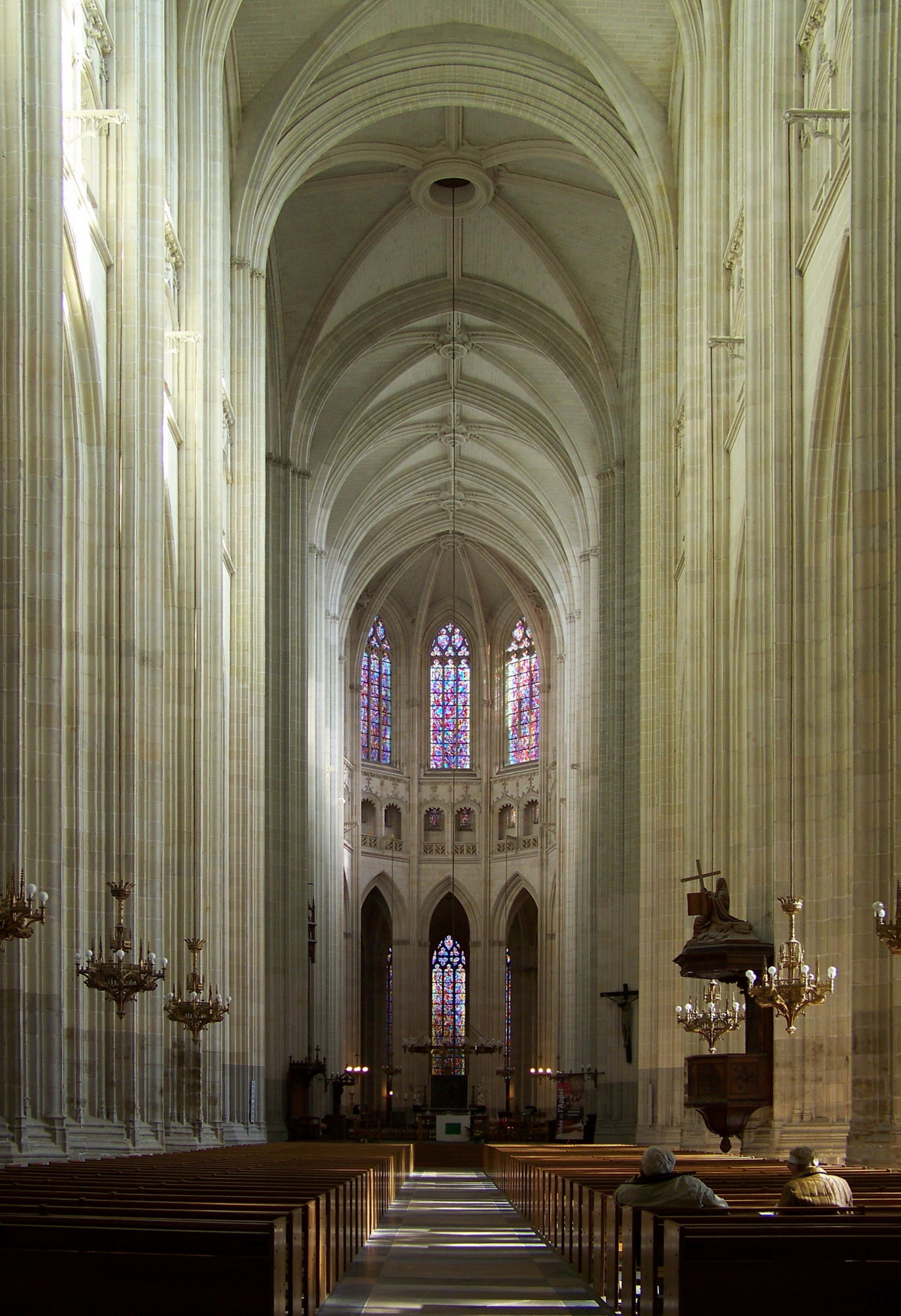
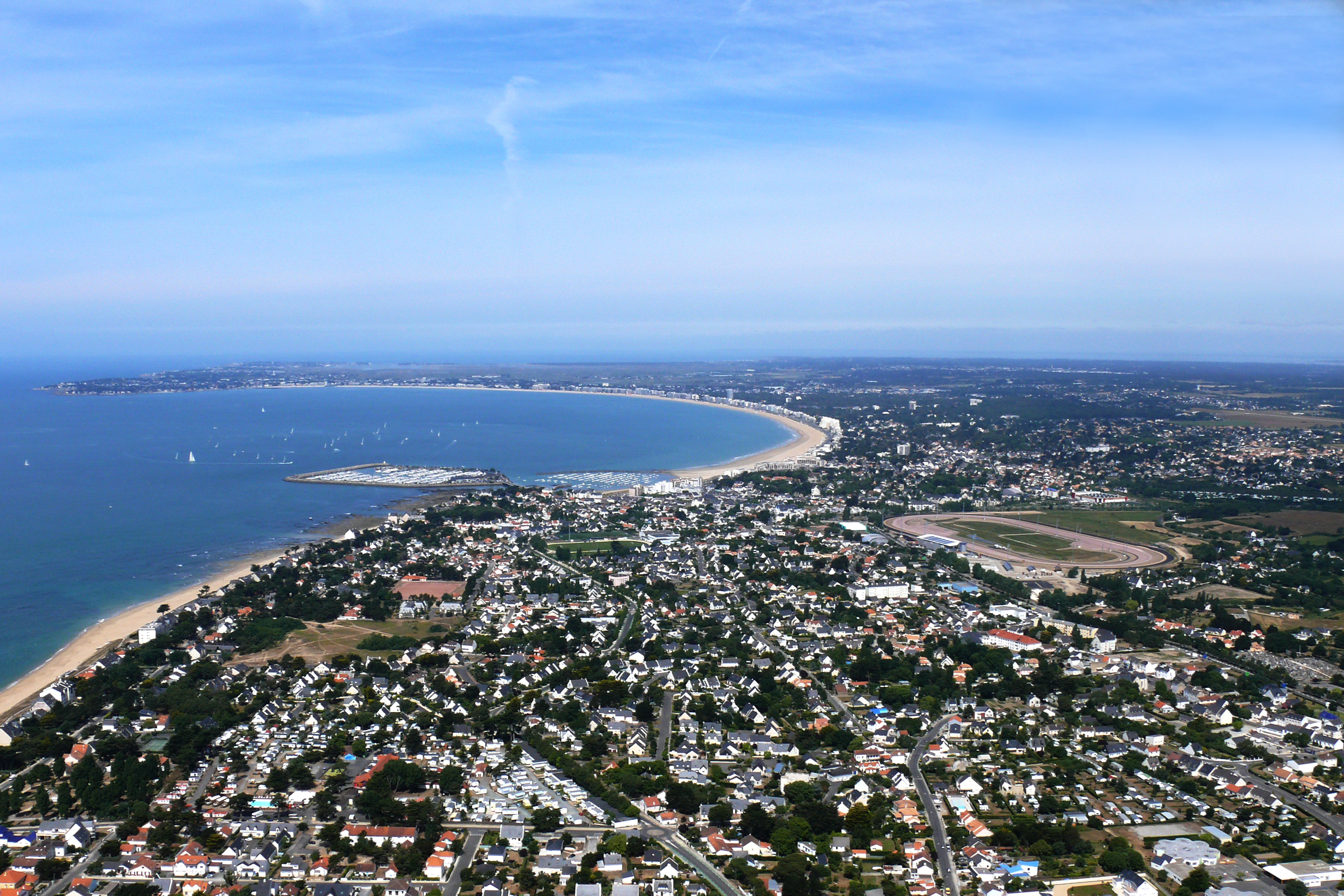
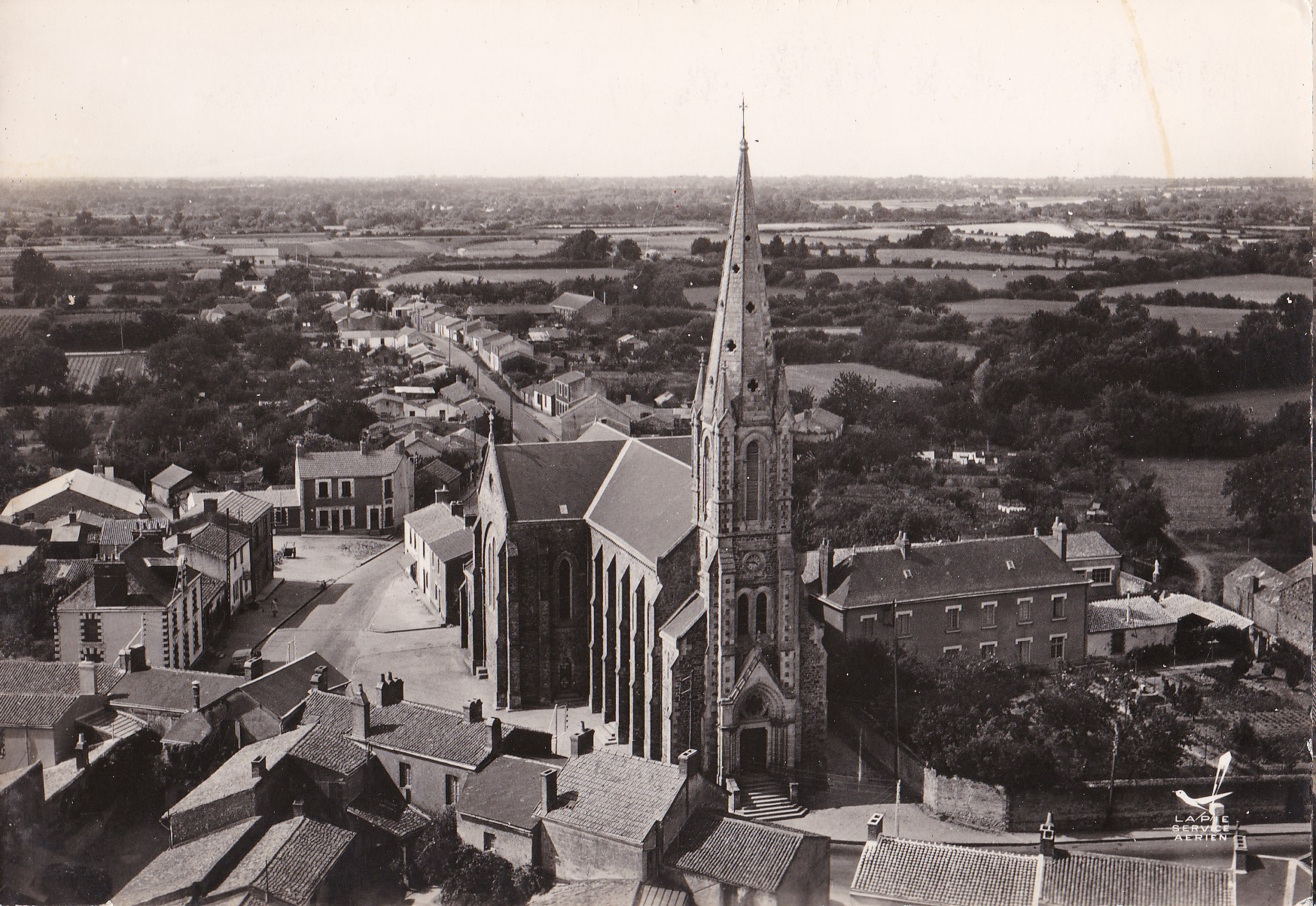

## Історія
Атлантична Луара — один з перших 83 департаментів, утворених під час Великої французької революції в березні 1790 р. Виник на території колишньої провінції Бретань. До 1957 року департамент називався Нижня Луара (фр. Loire-Inférieure).